# Турје (Дебарца)
Турје (мкд. Турје) је насеље у Северној Македонији, у западном делу државе. Турје припада општини Дебарца.

## Географија
Насеље Турје је смештено у западном делу Северне Македоније. Од најближег града, Охрида, насеље је удаљено 45 km северно.
Турје се налази у историјској области Дебарца, која обухвата слив реке Сатеске и са изразитим планинским обележјем. Насеље је смештено високо, на северозападним висовима Илинске планине. Надморска висина насеља је приближно 1.160 метара.
Клима у насељу је планинска.

## Становништво
Турје је према последњем попису из 2002. године имао 17 становника. 
Већину становништва чине етнички Македонци (100%).
Већинска вероисповест је православље.